# 평화동 (전주시)
평화동(平和洞)은 대한민국 전주시 완산구의 동이다.

## 개요
전주시의 서남쪽에 위치한 평화동은 북쪽으로 완산칠봉과 동쪽으로 학산을 배후에 두고 자리잡고 있고, 완주군 구이면, 김제, 임실, 순창, 남원 방면을 연결하는 장승배기로와 모악로가 중심부를 관통하고 있으며, 평화광장에 인접한 전주 남부의 교통 요충지이다. 장승배기로의 남쪽은 평화주공1·2·3단지 등 대단위 아파트 단지가 밀집된 신흥개발지역이며, 길 북쪽은 노후된 자연취락(단독주택)과 신흥 상가가 혼재되어 있다.
1957년 11월 6일 완주군 우전면 석불리, 장천리, 문정리가 전주시에 편입되었고, 같은 해 12월 12일 석불리를 평화동1가로, 장천리를 평화동2가로, 문정리를 평화동3가로 하였다.

## 연혁
- 1957년 11월 6일 : 완주군 우전면 석불리, 장천리, 문정리가 전주시에 편입[2]
- 1957년 12월 12일 : 우전면 석불리를 평화동1가로, 장천리를 평화동2가로, 문정리를 평화동3가로 함.[3]
- 1989년 1월 1일 : 완주군 구이면 석구리, 원당리가 전주시 평화동에 편입[4]
- 1996년 2월 26일 : 평화동이 평화1동, 평화2동으로 분동[5]

## 법정동
- 평화동1가
- 평화동2가
- 평화동3가
- 석구동(石九洞)
- 원당동(院堂洞)

## 교육
- 전주문정초등학교 (평화동3가)
- 전주신성초등학교 (평화동2가)
- 전주대정초등학교 (평화동2가)
- 전주양지초등학교 (평화동2가)
- 전주지곡초등학교 (평화동2가)
- 전주평화초등학교 (평화동1가)
- 완산중학교 (평화동1가)
- 전주남중학교 (평화동1가)
- 전주양지중학교 (평화동2가)
- 전주평화중학교 (평화동2가)
- 완산여자고등학교 (평화동1가)

## 주거
| 단지명                    | 건설사                        | 시행사           | 주소                    | 주소      | 입주        | 비고     |
| ------------------------- | ----------------------------- | ---------------- | ----------------------- | --------- | ----------- | -------- |
| 평화주공 1단지            | 성원건설 삼성중공업           | 대한주택공사     | 완산구 덕적골2길 22, 33 | 평화동1가 | 1991년 10월 | 영구임대 |
| 평화주공 2단지            | 성원건설 삼성중공업           | 대한주택공사     | 완산구 덕적골2길 11     | 평화동1가 | 1992년 4월  |          |
| 평화주공 3단지            | 코오롱건설                    | 대한주택공사     | 완산구 덕적골2길 10     | 평화동1가 | 1992년 11월 |          |
| 평화주공 4단지            | 남양건설                      | 대한주택공사     | 완산구 모악로 4726      | 평화동2가 | 1995년 6월  | 영구임대 |
| 평화주공 5단지            | 성원건설                      | 대한주택공사     | 완산구 모악로 4724      | 평화동2가 | 1995년 6월  |          |
| 평화주공 그린타운 1단지   | 대아건설㈜                    | 대한주택공사     | 완산구 구이로 2094      | 평화동2가 | 2002년 2월  |          |
| 평화주공 그린타운 2단지   | 호반건설산업㈜ 국제종합토건㈜ | 대한주택공사     | 완산구 평화로 100       | 평화동2가 | 2002년 10월 |          |
| 평화주공 푸른마을         | 극동건설                      | 대한주택공사     | 완산구 평화9길 16       | 평화동2가 | 2003년 4월  | 국민임대 |
| 평화 골드클래스 1차       | 보광종합건설㈜                | 골드종합건설㈜   | 완산구 구이로 2077      | 평화동2가 | 2018년 3월  |          |
| 평화 골드클래스모악산 2차 | 보광종합건설㈜                | ㈜골드디움       | 완산구 맏내로 37        | 평화동2가 | 2020년 8월  |          |
| 평화 골드클래스 3차       | 보광종합건설㈜                | ㈜골드디움       | 완산구 맏내로 38        | 평화동2가 | 2020년 8월  |          |
| 평화 호반리젠시빌         | ㈜리젠시빌건설                | ㈜리젠시빌건설   | 완산구 평화로 95        | 평화동2가 | 2002년 4월  |          |
| 평화 동아현대             | 현대산업개발 동아건설산업     | 동아건설산업     | 완산구 맏내3길 22       | 평화동2가 | 1999년 12월 |          |
| 평화동 광신프로그레스     | 광신종합건설㈜                | ㈜광신주택       | 완산구 맏내로 28        | 평화동2가 | 2018년 8월  | 민간임대 |
| 두산경복궁                | (유)신화토건                  | (유)두산주택건설 | 완산구 평화로 120       | 평화동2가 | 2005년 4월  |          |
| 미송하이존                | 미송건설                      | 미송건설         | 완산구 모악로 4681      | 평화동2가 | 2003년 2월  |          |
| 동도미소드림              | 동도건설㈜                    | 동도건설㈜       | 완산구 모악로 4651      | 평화동2가 | 2004년 10월 |          |
| 우미                      | ㈜우미산업개발                | ㈜우미산업개발   | 완산구 모악로 4685      | 평화동2가 | 1996년 6월  |          |
| 평화 송정써미트           | (유)송정산업개발              | (유)송정산업개발 | 완산구 평화7길 40       | 평화동2가 | 2005년 11월 |          |
| 일성                      | 일성건설                      | 일성건설         | 완산구 평화19길 20      | 평화동1가 | 1997년 8월  |          |
| 한성                      | ㈜한성                        | ㈜한성           | 완산구 덕적골1길 33     | 평화동1가 | 1996년 12월 |          |
| 남해오네뜨                | 남해종합개발                  | 남해종합개발     | 완산구 덕적골1길 50     | 평화동1가 | 2013년 12월 |          |
| 평화 지안리즈             | (유)예림                      | 전북개발공사     | 덕적골2길 66            | 평화동1가 | 2006년 8월  | 공공임대 |